# Горка Грехнева
Горка Грехнева — деревня в Няндомском районе Архангельской области.

## География
Находится в юго-западной части Архангельской области на расстоянии приблизительно 40 км на северо-восток по прямой от административного центра района города Няндома на левом берегу реки Лим.

## История
В 1873 году здесь было учтено 11 дворов, в 1905 — 16. Тогда деревня входила в Каргопольский уезд Олонецкой губернии. До 2022 года входила в Мошинское сельское поселение до его упразднения.

## Население
Численность населения: 68 человек (1873 год), 91 (1905), 13 (русские 100 %) в 2002 году, 7 в 2010.